# Daniel Buck (Politiker)
Daniel Buck (* 9. November 1753 in Hebron, Colony of Connecticut; † 16. August 1816 in Chelsea, Vermont) war ein US-amerikanischer Politiker. Zwischen 1795 und 1797 vertrat er den zweiten Wahlbezirk des Bundesstaates Vermont im US-Repräsentantenhaus.

## Werdegang
Während des Unabhängigkeitskrieges kämpfte der junge Daniel Buck auf der amerikanischen Seite. Dabei wurde er so schwer verwundet, dass er einen Arm verlor. Danach zog er in das Orange County in Vermont. Nach einem Jurastudium wurde er im Jahr 1783 als Rechtsanwalt zugelassen. Daraufhin begann er in Thetford in seinem neuen Beruf zu praktizieren. Zwischen 1783 und 1785 war er auch Bezirksstaatsanwalt im Orange County. Zwischenzeitlich war er Protokollführer am dortigen Gericht.
Im Jahr 1785 zog Daniel Buck nach Norwich. Politisch schloss er sich der von Alexander Hamilton gegründeten Föderalistischen Partei an. Im Jahr 1791 war er Delegierter zur verfassungsgebenden Versammlung seines Staates. Zwischen 1793 und 1794 war er Abgeordneter und Präsident im Repräsentantenhaus von Vermont. Bei den Kongresswahlen des Jahres 1794 wurde er im zweiten Distrikt von Vermont in das US-Repräsentantenhaus gewählt, wo er am 4. März 1795 die Nachfolge von Nathaniel Niles antrat. Dieses Mandat übte er bis zum 3. März 1797 aus. Zwar wurde Buck 1796 wiedergewählt, aber er nahm seinen Sitz im Kongress nicht mehr ein, wodurch in Vermont eine Nachwahl notwendig wurde, die dann Lewis R. Morris gewann.
Zwischen 1802 und 1803 war Buck Attorney General von Vermont. Um das Jahr 1805 verlegte er seinen Wohnsitz nach Chelsea. Zwischen 1806 und 1807 war er nochmals Abgeordneter im Repräsentantenhaus von Vermont. Danach arbeitete er bis zu seinem Tod im Jahr 1816 als Rechtsanwalt. Daniel Buck war mit Contend Ashley of Windsor verheiratet, mit der er elf Kinder hatte. Darunter war auch der Sohn Daniel, der später ebenfalls Kongressabgeordneter für Vermont werden sollte.